# Ковачевич Аркадій Федорович
Арка́дій Фе́дорович Коваче́вич (нар. 3 травня 1919 — 28 листопада 2010) — радянський авіаційний воєначальник, генерал-лейтенант авіації. Герой Радянського Союзу (1943).

## Життєпис
Народився 3 травня 1919 року в селі Софіївка (місцевість Чорногорія, нині в межах міста Новомиргород Кіровоградської області) в родині агронома. Українець. З 1927 року навчався в школах Новомиргорода, Знам'янки, Зінов'євська. У 1934 році вступив до Кіровоградського технікуму механізації сільського господарства. Одночасно відвідував аероклуб.
До лав РСЧА призваний у 1937 році. 1938 року закінчив 8-у Одеську військову авіаційну школу пілотів імені П. Д. Осипенко. Призначений пілотом 27-го винищувального авіаційного полку авіації військ ППО (м. Клин). Швидко освоїв нового винищувача МіГ-3, призначений командиром авіаційної ланки.
Учасник німецько-радянської війни з 22 червня 1941 року. Член ВКП(б) з 1941 року. Перебуваючи в системі ППО, захищав від авіанальотів ворожої авіації небо над Москвою, Юхновим, Можайськом, Калініном, Калугою, Тулою. До липня 1942 року командир 1-ї ескадрильї 27-го винищувального авіаційного полку 287-ї винищувальної авіаційної дивізії ВПС Брянського фронту старший лейтенант А. Ф. Ковачевич здійснив 293 бойових вильоти, провів 28 повітряних боїв, у яких збив особисто 7 і в складі групи 3 літаки супротивника.

Меморіальна дошка Аркадію Ковачевичу на будівлі Новомиргородської ЗОШ № 3

Брав участь у Сталінградській битві, під час якої здійснив 65 бойових вильотів, провів 28 боїв, збив особисто 6 і в складі групи 3 літаки супротивника, довівши на кінець 1942 року загальний рахунок відповідно до 13 і 6 літаків. В грудні 1942 року переведений на посаду командира ескадрильї 9-го гвардійського винищувального авіаційного полку під командуванням Героя Радянського Союзу Льва Шестакова.
В подальшому в складі 8-ї повітряної армії Південного та 4-го Українського фронтів брав участь у визволенні Донбасу, Криму і Південної України. До вересня 1944 року заступник командира 9-го гвардійського винищувального полку гвардії майор А. Ф. Ковачевич здійснив 520 бойових вильотів, провів 150 повітряних боїв у яких збив особисто 26 і в складі групи 6 ворожих літаків.
У вересні 1944 року відкликаний на навчання до Військово-повітряної академії, яку закінчив з відзнакою 1948 року. Командував авіаційним полком, освоював новітні реактивні літаки. В 1954 році з відзнакою закінчив Військову академію Генерального штабу. Останній політ особисто здійснив у 1957 році на МіГ-17. У 1987 році генерал-лейтенант авіації А. Ф. Ковачевич вийшов у запас з посади заступника начальника ВПА імені Ю. О. Гагаріна.
Мешкав у смт Моніно Щолковського району Московської області, де й помер 28 листопада 2010 року. Похований на Гарнізонному кладовищі в Моніно.

## Нагороди
Указом Президії Верховної Ради СРСР від 1 травня 1943 року за зразкове виконання бойових завдань командування на фронті боротьби з німецькими загарбниками та виявлені при цьому відвагу і героїзм, старшому лейтенантові Ковачевичу Аркадію Федоровичу присвоєне звання Героя Радянського Союзу з врученням ордена Леніна і медалі «Золота Зірка» (№ 956).
Також був нагороджений орденом Жовтневої революції (27.12.1982), трьома орденами Червоного Прапора (31.07.1942, 26.08.1943, 02.05.1944), орденом Вітчизняної війни 1-го ступеня (11.03.1985), двома орденами Червоної Зірки (28.10.1941, 03.11.1953), орденом «За службу Батьківщині в Збройних Силах СРСР» 3-го ступеня (22.02.1977) і медалями.